# ألفورفيل
 ألفورتفيل ، (بالإنجليزية: Alfortville)، نطق (الفرنسية:al.fɔʁ.vil)، هي (بلدية) في مقاطعة فال دو مارن في الضواحي الجنوبية الشرقية لباريس، فرنسا. وهي تقع على بعد 7.6 كم (4.7 ميل) من وسط باريس.

## توأمة
لألفورفيل اتفاقيات توأمة مع كل من:
- آشتاراك
- أبيدجان
- سان بينيدتو دل ترونتو
- كانتانهيدي
- أوشاكان

## أعلام
- الحسن ساكو
- ألكسيس توماسيان
- جان يودس موريس
- جوناثان بامبا
- ريمون بيلو